# Марк Веттулен Цивіка Барбар
Марк Веттулен Цивіка Барбар (лат. Marcus Vettulenus Civica Barbarus;  125 — після 168) — державний і військовий діяч Римської імперії, консул 157 року.

## Життєпис
Походив з патриціанського роду. Син Секста Веттулена Цивіку Церіала, консула 106 року. Був через матір Ігноту Плавцію Сільвану зведеним братом Луція Елія Цезара, відповідно дядьком імператора Луція Вера.
Завдяки родинним зв'язкам зробив чудову кар'єру. Послідовно був триумвіром Монетного двору, квестором і претором. У 157 році став консулом разом з Марком Мецилієм Аквілієм Регулом Непотом Волузієм Торкватом Фронтоном. У 164 році був одним з розпорядників на весіллі Аннії Луціли з Луцієм Вером, що відбулася в Ефесі. Після цього у 164–166 роках був учасником війни із Парфією. У 166–167 році звитяжив у Першій маркоманській війні. Після цього повернувся до Риму. Увійшов до колегії Антонінів (жрецька колегія поклоніння імператорському дому Нерва-Антонін). Подальша доля невідома.